# Tortonien
Stratigraphie
Serravallien Messinien
Le Tortonien est l'avant-dernière subdivision de l'époque du Miocène. Cet étage géologique s'étend de 11,63 à 7,246 millions d'années. Il fait suite au Serravallien et précède le Messinien. Cumulé avec le Serravallien, il forme le Sarmatien.

## Paléobotanique
Seize Taxodium distichum parfaitement conservés depuis le Tortonien — une époque durant laquelle le continent européen était partiellement submergé par les eaux — ont été trouvés en 2007 au fond d'une immense crevasse profonde de 60 mètres située dans la mine de lignite à ciel ouvert de Bükkábrány à 160 km au nord-est de Budapest, la capitale de la Hongrie. L'intérêt de cette découverte réside dans le fait que ces arbres, vieux de huit millions d'années ne sont ni carbonisés, ni fossilisés, mais ont gardé toute leur structure en bois. 

## Animaux
Un fossile de grand singe appartenant à la sous-famille des homininés, vieux de 9,8 millions d'années, a été découvert au Kenya en 2007. Ce fossile, mis au jour dans le gisement de Nakali, a été attribué à l'espèce Nakalipithecus nakayamai. L'étude des dents indique une parenté avec le genre Ouranopithèque, qui vivait en Grèce et en Turquie il y a 9,6 à 7,4 millions d'années. Les homininés, qui rassemblent gorilles, chimpanzés et humains, auraient divergé des ponginés asiatiques (orang-outans) il y a environ 15 millions d'années, au milieu du Miocène.